# Gheața din calorifere și gheața din whisky
Gheața din calorifere și gheața din whisky este o scriere publicistică scrisă de Alex Ștefănescu.

## Scurtă introducere
Lucrarea „Gheața din calorifere și gheața din whisky” este considerată de însuși autorul ei un „Jurnal politic (1990-1995)”. Cartea a apărut la Editura „Institutul European”, Iași, 1996, în Colecția „Inorog 12”. Ea este ilustrată cu 44 de desene de Linu.
„Gheața din calorifere și gheața din whisky” este o colecție de tablete. Cele mai multe dintre textele incluse în acest volum au apărut, inițial, în perioada 1990-1995, în revistele „Zig-Zag”, „România liberă” și „Dilema”. Altele sunt inedite, dar datează din aceeași perioadă. Delimitarea lor se face printr-o frază-titlu, scrisă cu caractere mai pronunțate. Am selectat câteva texte reprezentative pentru fiecare an din jurnalul politic: 1990, 1991, 1992, 1993, 1994 și 1995. De asemenea, am reprodus și câteva citate semnificative, care îi pot forma cititorului o imagine despre conținutul cărții -
viziunea lui Alex Ștefănescu asupra evoluției României post-comuniste.

## Jurnal Politic 1990-1995

### 1990
- „Am fost iradiat”;
- „Imensa oboseală”;
- „Moarte intelectualilor!”;
- „Nudismul ca ideal al partidului comunist”.

„Se povestește că, odată, un câine ținut mulți ani în lanț, a fost eliberat și că el, așa liber cum era, tot nu îndrăznea să iasă din cercul în care se învârtise de mii de ori… Iată însă că nici n-am scris bine această frază și mă simt tentat s-o tai, ca să nu mi-o taie alții, la Consiliul Culturii sau la secția de presă a C.C. Mi se va spune că nu mai există Consiliul Culturii și nici secția de presă a C.C. Știu. Dar nu mai exist nici eu, ființă liberă care am fost la naștere și care aș fi putut să fiu și azi, dacă… Dacă n-aș fi fost iradiat.” („Am fost iradiat”)
În interviul intitulat „Important este ca oamenii să aibă o vocație a frumuseții”, de pe site-ul www.9am.ro, Alex Ștefănescu povestește o experiență personală traumatizantă din timpul regimului comunist. În studenție, el a fost urmărit de Securitate, din cauza unor afirmații interpretate drept „dușmănoase” la adresa regimului. Marcat de acest episod, Alex Ștefănescu înțelege că România va resimți efectele comunismului multă vreme chiar și după căderea acestuia. La fel ca și câinele care nu reușește să își părăsească cercul unde se obișnuise atâta timp...

### 1991
- „Cea mai bine păzită intersecție din lume”;
- „Gheața din calorifere și gheața din whisky”:;
- „Verdeț de Paris”;
- „Viață și moarte”;
- „O tragică lecție de istorie”;
- „Tovarăși, agitați materialele!”.

„Ca să devenim capitaliști, trebuie să construim comunismul - iată un raționament pe care numai ziariștii de la fosta „Scânteia” puteau să-l facă.[…]Mulți dintre conducătorii de azi sau dintre susținătorii lor folosesc o argumentație de acest fel. De câte ori vor să impună o măsură nedemocratică, invocă faptul că asemenea măsuri se iau și în țările civilizate, cu o veche tradiție a democrației.[…]Ca să n-o mai lungim: una e să ai gheață în calorifere, iarna, și alta să ai gheață, vara, într-un pahar cu whisky…”(„Gheața din calorifere și gheața din whisky”)
Alex Ștefănescu critica importul din Occidentul capitalist a unor forme lipsite de fond, a unui stil de viață fără o temelie istorică și culturală în România postcomunistă. De asemenea, el expune demagogia conducătorilor români din 1991, care încercau să explice lipsurile din țară drept sacrificii inevitabile ale tranziției.

### 1992
- „Tragedie în stil românesc”;
- „Remarcabila rezistență psihică a liberalilor actuali”;
- „F de la frică”;
- „Informații false și false informații”;

- „…Să se revizuiască, primesc! Dar să nu se schimbe nimica…”.

„Practic, cu toate aparentele schimbări, țara se află în momentul de față tot sub controlul foștilor nomenclaturiști.[…]Capacitatea de a înghiți oricâte umilințe pentru a păstra o funcție dobândită printr-un noroc (chior) ține, fără îndoială, de educația comunistă.”(„Remarcabila rezistența psihică a liberalilor actuali”)
În cadrul aceleiași experiențe traumatizante din studenție, Alex Ștefănescu a fost constrâns, în pofida studiilor sale superioare, să predea în satul Cajvana, într-un colț uitat de lume. Totodată, el a privit neputincios cum „turnătorul” său, un coleg de facultate, a obținut un post în televiziune, ca răsplată pentru colaborarea cu Securitatea. Citatul extras din cartea „Gheața din calorifere și gheața din whisky” arată că România anului 1992 nu s-a schimbat prea mult, dat fiind faptul că posturile de lucru se ocupă în același mod, iar funcționarii suportă orice umilință, doar pentru a-și păstra serviciul.

### 1993
- „Liniștea dinaintea liniștii”;
- „Micul ecran se face tot mai mic”;
- „Steluța de la Spitalul de Ortopedie”;
- „Despărțirea de Adrian Păunescu”;
- „S-a descoperit leacul împotriva căderii părului”;
- „Milionarii de stânga”;
- „A ține la ușă un rege”;
- „Aflăm din surse sigure: o ducem bine”.

„În ceea ce mă privește, cred că acalmia din momentul de față reprezintă nu liniștea dinaintea furtunii, ci liniștea dinaintea liniștii. Nimic spectaculos nu se va întâmpla în România în 1993.[…] Am folosit cuvântul „tranziție” pentru că aceasta este denumirea oficială a epocii în care trăim. În realitate, este vorba de stagnare.” („Liniștea dinaintea liniștii”)
Alex Ștefănescu este sceptic, în continuare, că România parcurge o etapă de tranziție. El își exprimă nemulțumirea că, de fapt, ne confruntăm cu un proces de stagnare.

### 1994
- „Încet, foarte încet, mult prea încet”;
- „Agricultor în Sahara și ziarist în România”;
- „FMI-ul este Ceaușescu”;
- „Război între generații”.

„Cum se explică această lentoare, care provoacă țării pierderi imense? Se explică, fără îndoiala, prin prezența la conducerea celor mai importante domenii de activitate a unor foști activiști ai PCR.”(„Încet, foarte încet, mult prea încet”)
„Culmea este că ei luptă împotriva libertății presei și tot ei își fac un merit din faptul că în România presa e liberă.” („Agricultor în Sahara și ziarist în România”)
Libertatea presei este un subiect semnificativ, abordat în textele pentru anul 1994. Alex Ștefănescu susține că politicienii postcomuniști sunt, în realitate, aceiași indivizi ca și înainte de 1989 și de aceea România nu poate progresa efectiv. Mai mult, ei manipulează opinia publică prin intermediul presei și vorbesc cu nonșalanță despre valorile democratice care, teoretic, există acum și în România. 
Volumul „Gheața din calorifere și gheața din whisky” este construit, de altfel, pe contrastele dintre ceea ce se vrea, ceea ce se spune și ceea ce există în România postcomunistă. 

### 1995
- „Spălarea cu furtunul a statuii lui Eminescu”;
- „Hiroșima și Chișinău”;
- „Data la care vom intra în NATO”.

În revista „Norii”, numărul 8, din 2001, Ștefan Bălan scrie un editorial în care construiește un portret al autorului, folosind drept material pagini din jurnalul fostului cronicar al „României literare”, „Gheața din calorifere și gheața din whisky: jurnal politic (1990-1995)”: „în tot ceea ce scrie, dl. Ștefănescu pare interesat nu doar de calitățile literare ale textului, dar și de context, de detaliile epocii dar și ale omului, căruia îi trasează deseori evocabile portrete-n răspăr, căutând să surprindă întreg tabloul, fără de care literatura rămâne…literatură”.